# マクロス デジタルミッション VF-X
『MACROSS DIGITAL MISSION VF-X』（マクロス デジタルミッション ブイエフエックス）は1997年2月28日に発売されたPlayStation (PS) 用ソフト。「マクロスシリーズ」を題材にした3Dシューティングゲーム。

## 概要
「マクロスシリーズ」を題材にしたシューティングゲームだが、過去のアニメ作品をゲーム化したものではなく、ストーリーや設定はオリジナルとなっている。当時の「マクロスシリーズ」最新作であった『マクロス7』の1年後が舞台となっている。「マクロスシリーズ」のゲームとしては初めて3Dポリゴンを使用した本格3Dシューティングとして企画され、当時のゲーム機ではポリゴン能力に優れたPlayStationがプラットフォームに選ばれた。
『マクロスプラス』、『マクロス7』、実現しなかった実写版マクロスなどと同様に企画された1990年代の「マクロス・プロジェクト」のひとつ。開発は1995年には始まっており、長らく発売日未定のソフトとしてゲーム雑誌の発売予定表に姿を見せていた。開発には河森正治（バルキリーデザイン、スーパーバイザー）や宮武一貴（艦艇メカデザイン）、美樹本晴彦（メインキャラクターデザイン）といった「マクロスシリーズ」本編のメインクリエイターが関わっている。
マクロスシリーズのゲームはそれまでもファミリーコンピュータやPCエンジン、アーケードゲームなどでも発売されていたが、本作は河森正治が初めて開発に関わった。河森はそれまでのゲームについては2Dしかできなかったため興味がなかったが、PSになり、3Dができるようになったため承諾したと語っている。
ゲームの目標はリアルさだけでなく飛ぶ快感を再現すること。開発スタッフは、よりリアルな飛行の感覚を得るために、アメリカで実際に練習機を操縦しての模擬空中戦を体験していた。

## ストーリー
西暦2047年 地球標準時0723.1920、次期ゼントラーディ戦のサウンドプロジェクトに参加する予定だったアイドルグループ「ミルキードールズ」の5人が地球統合軍・創立記念セレモニーの会場から何者かによって誘拐された。犯行グループは謎の宇宙戦艦で逃走、超空間跳躍航法「フォールド」によって銀河の辺境の惑星エリュシオンに逃亡する。事態を重く見た地球統合軍の首脳部は宇宙軍所属の強襲潜行母艦ヴァルハラIIIにミルキードールズの救出命令を出す。

### ミッション
一連の作戦は「オペレーション・オルフェウス」と呼ばれる。
1. 戦闘試験でVF-4Gとの一騎討ち。VF-1X-Plusのみ使用できる。
2. 市街地の敵レーダーサイトの破壊。このステージよりVF-4Gが使用できるようになる。
3. 敵発電衛星の破壊。
4. 敵地上基地の破壊。このステージよりVF-11B・17Dが使用できるようになる。
5. 敵航空部隊の殲滅。
6. ヴァルハラIII周辺空域の敵の排除。途中から大気圏に突入し追撃。
7. 敵輸送艇を尾行し、敵の兵器工場を突き止めて破壊する。このステージよりVF-19A・22が使用できるようになる。
8. 市街地の敵集団の殲滅。
9. 敵機動要塞との最終決戦。

## 自機
使用可能な機体については#使用可能機体および#ミッションを参照。

### 形態
自機はファイター形態でヴァルハラIIIの遠心カタパルトから発射され、ゲーム中はバトロイド・ガウォーク・ファイターに自由に変形できる。それぞれ操作方法や使い勝手が大きく異なり、ミッションの内容による向き不向きが激しい。すなわちゲームを有利に進めるにはそれぞれの形態を使い分けることになる。
バトロイド
もともと地上戦用の形態であるため空中では自由に上下移動できないが、操作が容易でガンポッドの自動照準が使える。移動速度が緩慢で誘導ミサイルも使用できないが、物影に隠れての活動や接近戦などに向く。
ガウォーク
ファイターとバトロイドの中間的な性質を持ち、唯一ホバリングが可能な形態でもある。地上と空中を頻繁に行き来できることから、込み入った市街地や山岳地帯などで活動しやすい。また敵と一定の距離を置いたまま上下左右にスライド移動ができ、ミサイル攻撃も可能なため、強敵相手にも威力を発揮する。
ファイター
スピードが最も速く、ミサイル攻撃も可能。ただし戦闘に利用する場合は慣れないと操作が難しい。移動手段として有用なほか、高速移動する敵の追撃に使われる。
（ガウォークファイター）
正式に用意されている形態ではないが、ファイター時に急減速を行うときには一時的にこの形態が用いられている。

### 武装
各機体で共通の武装はガンポッドと誘導ミサイルである。このほか機種・形態ごとに異なる必殺技が使用可能。必殺技はポイントを消費し、使う技に必要なポイントが足りなくなったらその技は使用できなくなる。ポイントの最大値は敵を倒した数（KILL SCORE）に応じて増える。また同時に主人公の階級（ゲーム開始時は2nd.LT）も昇進していく。
ガンポッド
遠くの敵ほど威力が落ちるため、接近戦に向く。弾が尽きることが無く、形態によらず常に使用できる。特にバトロイド形態では自動照準で敵を狙い撃ちすることができるため、比較的安全な遠方からの持久戦にも応用できる。
誘導ミサイル
照準をロックした後、敵めがけて飛んでいく。遠くの敵でも一定の威力を維持できるため、離れたところからの攻撃に向く。しかし弾数が限られるうえ、バトロイド形態では使用できない。
登場必殺技
- ランダムアタック
- 全弾発射
- 高機動回避
- ロールシザース
- ピンポイント爆撃
- 低空フライパス
- QM69
- 必殺・龍鳥飛び
- ガンポッド打撃
- 転がりガンポッド
- ガンポッド乱射
- 高速完全回避

- 連続パンチ
- 高速ダッシュ
- 体当たり
- 銃剣突撃
- 超加速ダッシュ
- ピンポイントバリアパンチ
- ピンポイントバリアキック
- アクティブステルス
- リミッターOFF
- フルバリアー
- 長距離スナイピング

## 登場兵器

### 使用可能機体
VF-1X-Plusのみ代替機が存在する様子で、撃墜されても引き続き使用できる。それ以外の機体が撃墜されると修理のためにしばらく使用できなくなる。
- VF-1X-Plus バルキリー（大気圏内ミッションのみ）
  - VF-1X-Plus スーパーバルキリー（大気圏外ミッションのみ）
- VF-4G ライトニングIII
- VF-11B サンダーボルト
- VF-17D ナイトメア
- VF-19A エクスカリバー
- VF-22 シュトゥルムフォーゲルII

### 艦艇
VCV-551 ヴァルハラIII
統合宇宙軍に所属する強襲潜航母艦。全長は120mから150m程度だが、VF-1、VF-4、VF-11、VF17、VF-19、VF-22の6種（すなわち6機以上）の可変戦闘機を搭載できる。単艦でもフォールド可能。ステルス侵攻時は多面体で構成された細長いステルス形状だが、敵を発見すると兵装を展開し第二形態に移る。艦載機発進時は下面の兵装ハッチが開き、第三形態に変形する。この形態で懸架されたVFを長大なカタパルトアームで掴み、遠心力を利用して射出する。デザインは宮武一貴。

### 敵機体
- リガード改
- グラージ改
- 空戦ポッド
- ケルカリア
- エネミーバルキリー

## 登場人物
主人公 (You)
辺境の統合軍パイロット。名前はプレイヤーが任意で入力する。その際に虹彩認証という設定で目のアップのみ描かれているが、台詞や顔の映像はない。軍を退役後に恒星間即配バルキリーのパイロットをしていたという設定。

### ミルキードールズ
アオイ・ツワブキ (Aoi Tsuwabuki)
声 - 桜井智
肩まで伸びた黒髪のストレートヘアに赤いリボンをつけた、おとなしい少女。年齢は14歳。
リアトリス (Liatris)
声 - 井上喜久子
ウェーブがかった赤い髪に、白いベレー帽をかぶった女性。年齢はメンバー最年長の19歳で、ほかのメンバーをまとめている。
モーリィ (Molly)
声 - 三石琴乃
長く青い髪に、羽飾りをつけた少女。年齢は16歳。耳はややとがっていて、アメリカ系の血をひいている。ボーイッシュな性格。救出時は大量のスナック菓子に囲まれた部屋で発見される。
ビオレッタ (Violeta)
声 - 今井由香
青紫色でショートヘアの女性。年齢は18歳。クールなタイプで理論派。
フリージア (Freesia)
声 - 並木のり子
金髪で、パイナップルのような髪型の少女。眼鏡とそばかすが特徴。年齢は17歳。ビオレッタと双子だが外見も性格もあまり似ていない。マイペースな性格で、可変戦闘機に興味を示し、ガウォーク形態を「変なガチョウさん」呼ばわりする。

### ヴァルハラIIIクルー
艦長 (Captain)
声 - 内海賢二
ミルキードールズ救出作戦の指揮を執るヴァルハラIIIの艦長。元エースパイロットという過去を持つ。ブリーフィング画面で作戦概要を説明する。
美保 美穂（みほ みほ / Miho Miho）
声 - 夏樹リオ
ヴァルハラIIIオペレーターのひとり。以前はマクロス7船団のバトル7に配属されていた。おまけの音声では紆余曲折を経て転属した苦労が語られている。『マクロス7』時代より髪は短くなり、ストレートだった髪型はゆるいウェーブがかかっている。ヴァルハラIIIオペレーター共通の赤い制服を着用している。
カレン・アレン (Karen Allen)
声 - 嶋村薫（のちの嶋村カオル）
ヴァルハラIIIオペレーターのひとり。24歳。フランス人の血を引く大人びた女性。
ポワン・ホワン (Powan Howan)
声 - 豊嶋真千子
ヴァルハラIIIオペレーターのひとり。10歳の少女。制服の上からエプロンを着用しており、「ピコタン」というぬいぐるみを抱いている。
ユーリ・ユイ (Euri Yui)
声 - 福田典子
ヴァルハラIIIの整備士。17歳の東洋人。機体選択画面で機体の説明を行う。

### 敵
敵司令官 (Commander)
声 - 郷里大輔
ミルキードールズ誘拐事件の首謀者である司令官クラスのゼントラーディ人。通常のゼントラーディ人よりも巨大で、身体の半分を機械化している。部下とともにゼントラーディ復興の野望を抱く。断末魔の言葉は「プロトカルチャー」。
敵ライバル (Rival)
声 - 藤原啓治
司令官の部下。正々堂々と戦うことを好み、エネミーバルキリーを駆り主人公の前に立ちふさがる。

## 用語
エリュシオン
サジタリウス腕ベテルギウス方面にある辺境の地球型惑星。直径は地球よりやや大きいが、質量はやや少ない。海はあるが、地球に比べて面積は少なく、代わりに内陸部の湖が多い。また、直径1000kmクラスの衛星が2つある。エリュシオンはギリシャ神話に登場する死後の楽園に由来する。
2029年に地球からの移民が開始され都市も作られたが、数年前に放棄されゴーストタウンと化した。1万年前にゼントラーディによって作られた要塞がある。

## 音楽
TRY AGAIN
作詞 - K.INOJO、福山恭子 作曲 - 福山芳樹 編曲 - 田中裕千 歌 - Fire Bomber
オープニングテーマ。もともとは『マクロス7』の挿入歌である。
Only You
作詞・作曲- 飯島真理 編曲 - 清水信之  歌 - MILKY DOLLS（桜井智・井上喜久子・三石琴乃・今井由香・並木のり子）
ミルキードールズのテーマ曲。
『超時空要塞マクロス』でリン・ミンメイを演じた飯島の提供楽曲で、編曲を務めた清水はかつて飯島が歌った「愛・おぼえていますか」の編曲を務めた。
虹のパレット
作詞 - 山口宏 作曲 - 山川恵津子 歌 - MILKY DOLLS
エンディングテーマ。

## 関連商品

### サウンドトラック
MACROSS DIGITAL MISSION VF-X ORIGINAL SOUNDTRACK
ビクターエンタテインメント、1997年3月21日発売、CD：VICL-789
BGM20曲と歌3曲を収録。BGM全20曲のうち、18曲の作曲は大谷幸で、2曲は大谷幸・飯島真理の共同作曲。

### 攻略本
マクロス デジタルミッション VF-X オフィシャル プログラム
メディアックス、1997年3月20日初版。ISBN 978-4896137538
マクロスデジタルミッションVF-X 最強攻略ガイド
小学館、1997年4月10日初版。ISBN 978-4091025777